# Franz Schmeykal
Franz Schmeykal (3. prosince 1826 Česká Lípa – 5. dubna 1894 Praha) byl český právník a politik německé národnosti, poslanec Českého zemského sněmu, jeden z hlavních představitelů německých liberálů v Čechách (tzv. Ústavní strana). Profiloval se jako odpůrce českých státoprávních a federalistických aspirací, od 80. let prosazoval administrativní rozdělení Čech na českou a německou část.

## Biografie
Byl synem notáře a zemského advokáta Antonína Heinricha Schmeykala (*11. 9. 1800 - 5. 5. 1868) a jeho druhé ženy Johanny Schmeykalové (roz. Kirchberg) (5. 10. 1799 Česká Lípa - 15. 5. 1842 Česká Lípa), sestry krátce po svatbě zesnulé první ženy Antonie Schmeykal (roz. Kirchberg). Obě sestry byly dcerami podnikatele a českolipského starosty Wenzela Kirchberga. V letech 1837–1843 studoval augustiniánské gymnázium v České Lípě a poté, v letech 1843–1850, vystudoval filozofii a práva na pražské Karlo-Ferdinandově univerzitě, kde v roce 1851 získal titul doktora práv. Během studií se v Praze zapojil do událostí revolučního roku 1848. Po dokončení školy nastoupil do advokátní kanceláře svého otce. Zastupoval mj. Karla Viléma z Auerspergu. V České Lípě bydlel v Křížové ulici 62 (dnešní Moskevská).

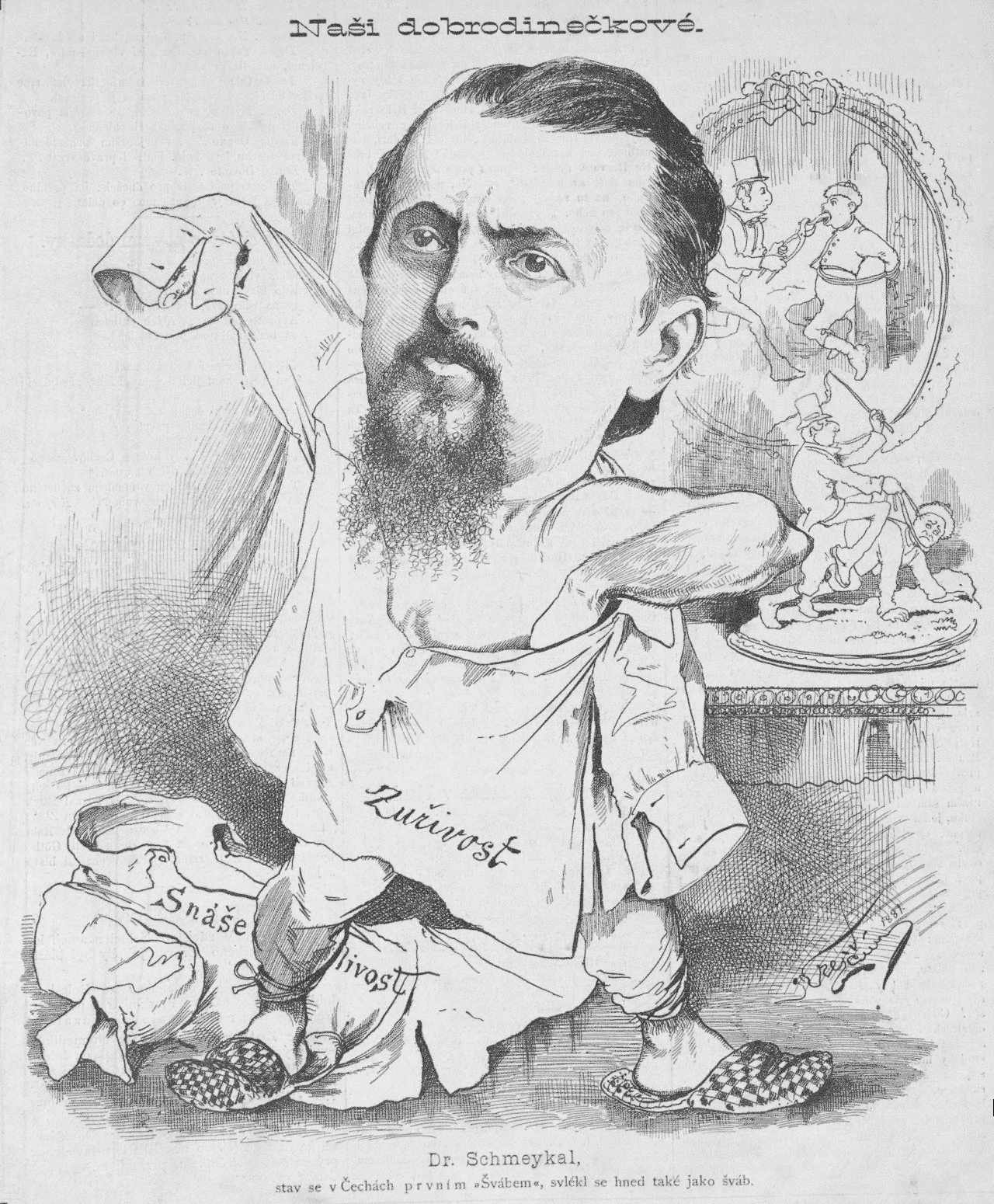
Franz Schmeykal na karikatuře z roku 1881

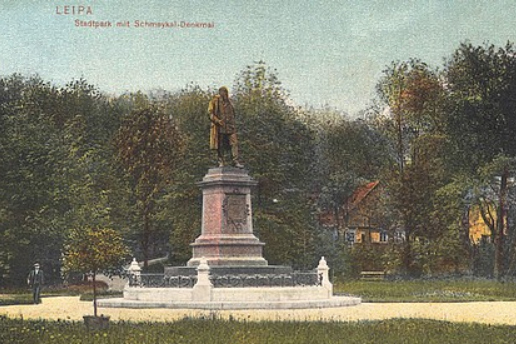
Pomník Franze Schmeykala z roku 1899 v Městském parku v České Lípě. Pomník byl odstraněn po roce 1945.

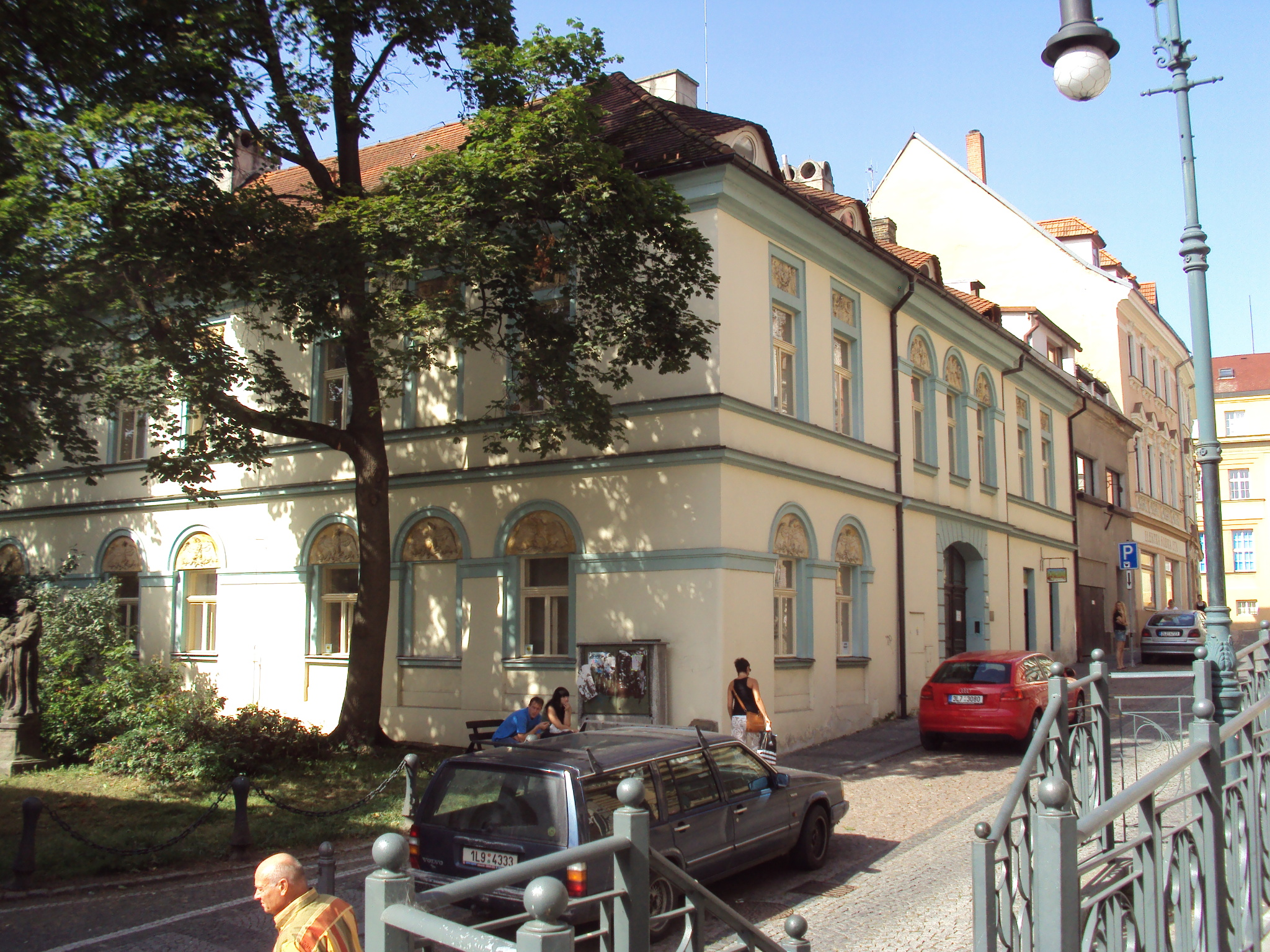
Rodný dům Franze Schmeykala (Moskevská ulice čp. 82 v České Lípě)

Po obnovení ústavního systému vlády se zapojil do politického dění. Už v zemských volbách v roce 1861 byl zvolen na Český zemský sněm, kde zastupoval kurii venkovských obcí, obvod Česká Lípa, Mimoň, Nový Bor, Cvikov. Byl oficiálním kandidátem německého volebního výboru (tzv. Ústavní strana, liberálně a centralisticky orientovaná, odmítající federalistické aspirace neněmeckých etnik). V zemských volbách v lednu 1867 se do sněmu dostal za kurii městskou, obvod Česká Lípa. Mandát zde obhájil i v zemských volbách v březnu 1867, zemských volbách roku 1870, 1872, 1878, 1883, i 1889. Poslancem byl až do své smrti roku 1894 a na zemském sněmu tak prakticky nepřetržitě zasedal po víc než 30 let. Pak ho na sněmu nahradil Ferdinand Bartel.

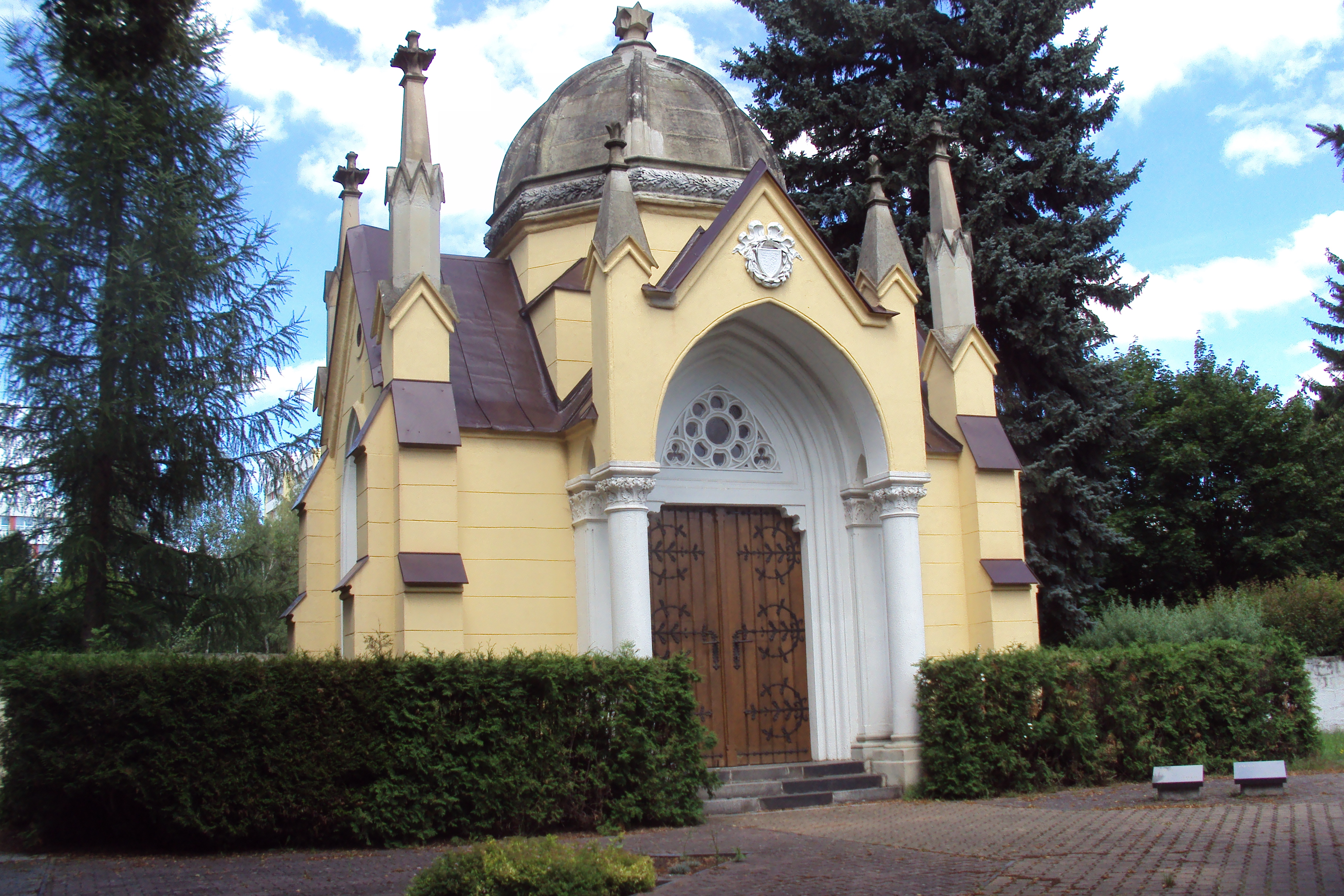
Mauzoleum dr. Schmeykala na českolipském hřbitově

Trvale patřil mezi kandidáty německých liberálů. Nikdy nepřijal mandát do Říšské rady ve Vídni a výlučně se soustřeďoval na působení na zemském sněmu v Čechách. Do roku 1867 byl spolu s Eduardem Herbstem faktickými předáky českých Němců, po roce 1867 tuto roli zastával sám Schmeykal. Předsedal poslaneckému německému klubu na zemském sněmu. Od roku 1861 byl rovněž členem (přísedícím) zemského výboru. Do konce 60. let se věnoval spíše organizační práci uvnitř Ústavní strany, později začal častěji veřejně vystupovat. Roku 1869 založil Ústavní spolek Němců v Čechách. V roce 1870 se podílel na vyjednávání okolo neúspěšného projektu česko-rakouského vyrovnání inciovaného ministerským předsedou Alfredem Potockým, následujícího roku pak vyrovnávací pokusy byly obnoveny (tzv. Fundamentální články). Zásadně tehdy jménem českých Němců odmítl české státoprávní požadavky. Odmítal české jazykové nároky, které znamenaly šíření češtiny do jazyka úřadů. S tím jak od počátku 80. let 19. století rostl politický vliv Čechů (parlamentní Český klub byl jednou z opor předlitavské vlády Eduarda Taaffeho), přešel Schmeykal od roku 1883 k politice rozhraničení Čech na etnicky českou a německou část. Tuto koncepci přednesl na zemském sněmu v létě roku 1883, jako odpověď na návrh českého předáka Františka Ladislava Riegera na reformu volebního systému do Českého zemského sněmu. Riegerův návrh nebyl přijat a ani německé požadavky na administrativní rozdělení Čech neprošly. Když německé požadavky česká většina zemského sněmu trvale odmítala, zahájili němečtí poslanci v čele se Schmeykalem politiku pasivní rezistence, kdy fakticky zahájili bojkot sněmu. K vyhlášení pasivního odporu přikročili Němci v prosinci 1886, kdy Schmeykal přednesl na sněmu ucelené ohrazení jménem německého obyvatelstva Čech. V lednu 1887 byl Schmeykal prohlášen za vystouplého ze sněmu. Manifestačně byl opět zvolen v září 1887. Pasivní opozice českých Němců trvala do roku 1890. V roce 1890 patřil Schmeykal spolu s Ernstem Plenerem mezi hlavní aktéry dalšího neúspěšného pokusu o smírné řešení české otázky, tzv. punktace. Výsledek punktací přivítal, protože v jejich rámci mělo pokročit rozdělení některých zemských institucí a správních útvarů podle národnostní hranice. Punktace ovšem nakonec nebyly plně implementovány kvůli posílení mladočeské opozice. V závěru svého života jeho vliv slábl s tím, jak mizela původní liberální orientace německého obyvatelstva.
Kromě politické činnosti se zpočátku nadále věnoval advokacii. Od roku 1862 byl zemským advokátem v Praze. Byl činný ve spolkovém životě. Stal se prvním starostou spolku Deutsches Casino v Praze. Byl jedním ze zakladatelů této hlavní společenské organizace pražských Němců. Od roku 1867 byl čestným členem spolku Verein für Geschichte der Deutschen in Böhmen. 28 sudetoněmeckých měst mu udělilo čestné občanství. Byl mj. čestným občanem Lanškrouna, Chebu nebo Litoměřic. Byl taky členem českolipského vlastivědného spolku Excursions Club. Je uveden spolu s Františkem Palackým 16. května 1868 na slavnostním založení Národního divadla v Praze.
Zemřel v dubnu 1894 ve věku 68 let.

## Památka
Dne 18. června 1899 mu byl v České Lípě odhalen bronzový pomník, který byl po roce 1945 odstraněn. Na českolipském městském hřbitově je zachováno jeho mauzoleum, z něhož byly jeho ostatky po roce 1945 odstraněny.